# Gwen Welles
Pour les articles homonymes, voir Welles.
Gwen Welles, née le 4 mars 1951 à Chattanooga et morte le 13 octobre 1993 à Santa Monica, est une actrice américaine.

## Biographie
Née à Chattanooga, Tennessee, Gwen Welles est la fille de l'actrice Rebecca Weis Welles (née en 1928) et de Barton Goldberg. Diplômée de la University High School à Los Angeles, elle a étudié au Vassar College à Poughkeepsie, New York.
Gwen Welles reste connue pour son rôle de la chanteuse sans talent Sueleen Gay, dans le film de Robert Altman, Nashville, rôle grâce auquel elle a été nommée aux British Academy Film Awards, comme meilleure actrice dans un second rôle. Elle est aussi apparue dans plusieurs films de Henry Jaglom.
Une vingtaine de films dans sa filmographie.
En octobre 1972, elle posa nue dans le magazine Playboy aux États-Unis.
Elle est morte d'un cancer en 1993 à l'âge de 42 ans.
Donna Deitch a réalisé un documentaire au sujet de la maladie de l'actrice, Angel on My Shoulder, qui a été présenté à la Berlinale en 1998.

## Filmographie
- 1971 : Un coin tranquille : Bari
- 1972 : Hellé : Hellé
- 1973 : Commando sur les stups : Sherry Nielson
- 1975 : Nashville : Sueleen Gay, serveuse à l'aéroport, aspirante chanteuse sans talent
- 1977 : Between the Lines : Laura
- 1985 : Desert Hearts : Gwen
- 1986 : Nobody's Fool : Shirley
- 1988 : Sticky Fingers : Marcie
- 1989 : New Year's Day : Annie
- 1990 : Eating - Le dernier secret des femmes : Sophie